# Perkowice
Perkowice (prononciation : [pɛrkɔˈvʲit͡sɛ]) est un village polonais de la gmina de Biała Podlaska dans le powiat de Biała Podlaska de la voïvodie de Lublin dans l'est de la Pologne.
Il se situe à environ 13 kilomètres à l'est de Biała Podlaska (siège de la gmina et du powiat) et 97 kilomètres au nord-est de Lublin (capitale de la voïvodie).
Le village comptait approximativement une population de 233 habitants en 2010.

## Histoire
De 1975 à 1998, le village est attaché administrativement à la voïvodie de Biała Podlaska.

Depuis 1999, il fait partie de la voïvodie de Lublin.